# پت مک‌کورمیک

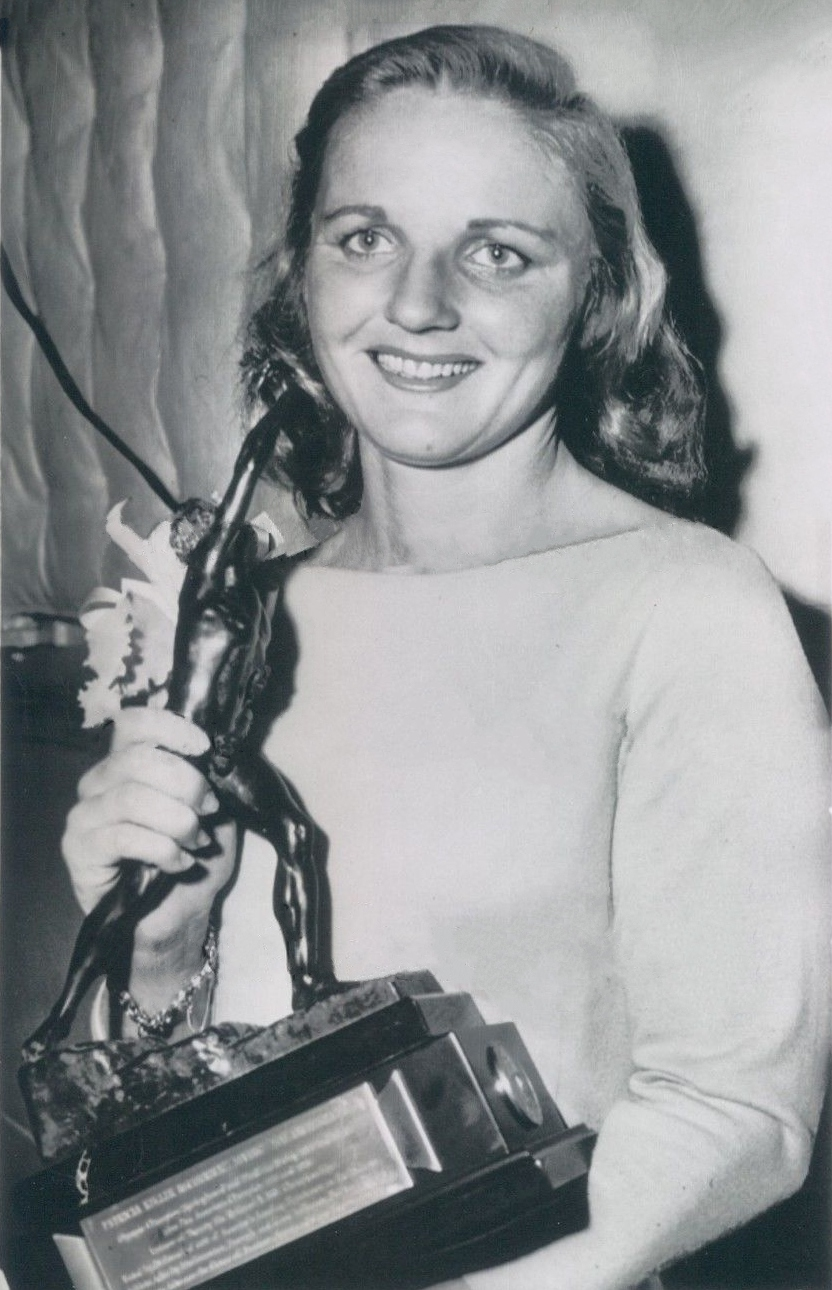
پت مک‌کورمیک در سال ۱۹۵۷

پت مک‌کورمیک (به انگلیسی: Pat McCormick) ورزشکار زن رشتهٔ شیرجه اهل کشور ایالات متحده آمریکا است. وی در بین سال‌های ‎۱۹۵۲ تا ۱۹۵۶ میلادی در مسابقات بازی‌های المپیک تابستانی در مجموع ۴ مدال طلا را کسب کرد.